# Famille communautaire asymétrique
 (décembre 2018).
La famille communautaire asymétrique est un système familial identifié par Emmanuel Todd dans son essai La Troisième Planète : Structures familiales et système idéologiques.
Ce système correspond à un système de famille communautaire où s'observe une relation primordiale selon l'axe frère-sœur, conduisant au mariage préférentiel entre cousins croisés du premier degré, enfants d'un frère et d'une sœur de la même famille (les cousins enfants de deux frères n'ont pas le droit de se marier).

## Localisation
Selon Emmanuel Todd, la famille communautaire asymétrique a un poids de moins de 10 % dans le monde (en pourcentage de la population mondiale), selon des chiffres de 1983.
On ne trouve ce système familial qu'en Inde du Sud.